# Орашје Попово (Требиње)
Орашје Попово је насељено мјесто у граду Требиње, Република Српска, БиХ. Орашје Попово је подељено међуентитетском линијом између града Требиња и општине Равно. Према попису становништва из 1991. у насељу је живјело 72 становника.

## Географија
Налази се на обали ријеке Требишњице, у Поповом пољу, између села Струјићи и Чаваш. Село Чаваш је у посљедњем рату уништено, тако да је Орашје Попово територијално посљедње српско село које се налази у Поповом пољу с десне стране Требишњице. Иако је ближе Љубињу, село припада општини Требиње.

## Становништво
У овом селу су биле заступљене српске породице Тубић, Оборина, Васиљевић, Кулаш, Ћузулан, Мандић, а у селу живе хрватске породице Долина и Рајић. Старо село се налази изнад новосаграђених кућа у којима живе углавном стари, а омладина долази викендом из Љубиња и Требиња.
| Демографија | Демографија | Демографија |
| Година      | Становника  | Становника  |
| ----------- | ----------- | ----------- |
| 1948.       | 226         |             |
| 1953.       | 213         |             |
| 1961.       | 185         |             |
| 1971.       | 152         |             |
| 1981.       | 110         |             |
| 1991.       | 72          |             |

## Знамените личности
- Ристо Тубић, српски филозоф, књижевник и преводилац